# Valley County (Idaho)
Valley County ist ein County im Bundesstaat Idaho der Vereinigten Staaten. Der Verwaltungssitz (County Seat) ist Cascade.

## Geographie
Das County liegt im mittleren Nordwesten von Idaho und hat eine Fläche von 9670 Quadratkilometern, wovon 145 Quadratkilometer Wasserfläche sind. Es grenzt im Uhrzeigersinn an folgende Countys: Idaho County, Adams County, Gem County, Boise County, Custer County und Lemhi County.

## Geschichte
Valley County wurde am 26. Februar 1917 aus Teilen des Boise County und des Idaho County gebildet. Benannt wurde es nach dem vom North Fork Payette River durchflossenen 80 km langen Long Valley („langes Tal“).
23 Bauwerke und Stätten des Countys sind im National Register of Historic Places eingetragen.

## Demografische Daten

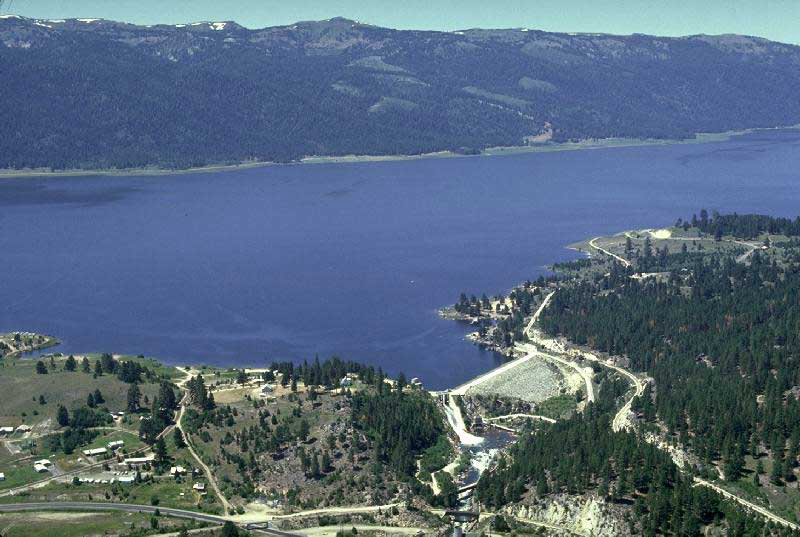
Cascade Dam

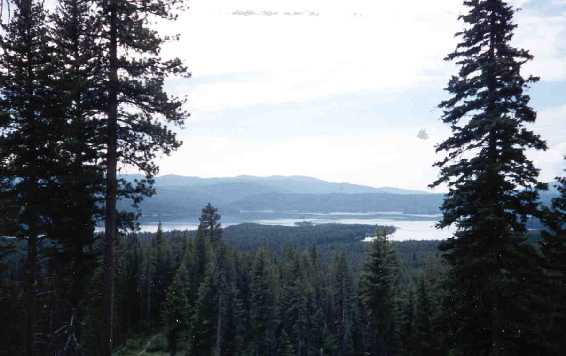
Deadwood Reservoir

Zum Zeitpunkt der Volkszählung im Jahr 2000 lebten im Valley County 7.651 Menschen in 3.208 Haushalten und 2.252 Familien. Die Bevölkerungsdichte betrug 1 Person / km². Ethnisch betrachtet setzte sich die Bevölkerung zusammen aus 96,43 Prozent Weißen, 0,69 Prozent amerikanischen Ureinwohnern, 0,30 Prozent Asiaten, 0,04 Prozent Afroamerikanern, 0,04 Prozent Bewohnern aus dem pazifischen Inselraum und 1,10 Prozent aus anderen ethnischen Gruppen; 1,40 Prozent stammten von zwei oder mehr Ethnien ab. 1,96 Prozent der Bevölkerung waren spanischer oder lateinamerikanischer Abstammung.
Von den 3208 Haushalten hatten 28,1 Prozent Kinder unter 18 Jahren, die bei ihnen lebten. 60,9 Prozent davon waren verheiratete, zusammenlebende Paare. 5,4 Prozent waren allein erziehende Mütter und 29,8 Prozent waren keine Familien. 24,8 Prozent waren Singlehaushalte und in 7,9 Prozent lebten Menschen mit 65 Jahren oder älter. Die Durchschnittshaushaltsgröße betrug 2,36 und die durchschnittliche Familiengröße war 2,81 Personen.
23,7 Prozent der Bevölkerung waren unter 18 Jahre alt, 4,4 Prozent zwischen 18 und 24 Jahre, 24,9 Prozent zwischen 25 und 44 Jahre, 32,2 Prozent zwischen 45 und 64 Jahre. 14,8 Prozent waren 65 Jahre oder älter. Das Durchschnittsalter betrug 44 Jahre. Auf 100 weibliche Personen kamen 105,9 männliche Personen. Auf 100 Frauen im Alter von 18 Jahren und darüber kamen 104,4 Männer.
Das jährliche Durchschnittseinkommen der Haushalte betrug 36.927 USD, das Durchschnittseinkommen der Familien 42.283 USD. Männer hatten ein Durchschnittseinkommen von 31.113 USD, Frauen 21.777 USD. Das Prokopfeinkommen betrug 19.246 USD. 6,2 Prozent der Familien und 9,3 Prozent der Einwohner lebten unterhalb der Armutsgrenze.

## Städte und Gemeinden
Im Valley County gibt es drei Gemeinden, die – wie in ganz Idaho – alle Cities genannt werden.
| Name     | Gesamtfläche | Landfläche | Einwohner   |
| Name     | km²          | km²        | Stand: 2000 |
| -------- | ------------ | ---------- | ----------- |
| Cascade  | 10,9         | 9,4        | 997         |
| Donnelly | 0,7          | 0,7        | 138         |
| McCall   | 17,2         | 15,3       | 2.084       |

Weitere Orte
- Alpha
- Archabal
- Arling
- Belvidere
- Big Creek
- Cabarton
- Eagle Nest
- Edwardsburg
- Fritser Ford
- Lake Fork
- Landmark
- Lawman Ford
- Midnight
- Norwood
- Old Fort
- Roseberry
- Smiths Ferry
- Stibnite
- Warm Lake
- Yellow Pine